# 足立区立五反野小学校
足立区立五反野小学校（あだちくりつ ごたんのしょうがっこう）は、かつて東京都足立区足立に存在した公立小学校。足立区立千寿第五小学校と合併し足立区立足立小学校となった。校内に弱視学級が設置されていた。

## 概要
- 五反野小学校は、元々近くにあった足立区立千寿第五小学校と足立区立弘道小学校の生徒を分けるためにつくられた学校だった。当時、両小学校とも生徒数が1500人を超え、地元では「マンモス校」との呼び名がついていた。第二次世界大戦が終わり、疎開していた人や戦地からのひきあげ者によって再び人口が急増。そのため教室が足りず、両校では午前と午後に授業をする二部授業を実施していたが、これをなくすため、足立区立弥生小学校と共に誕生した。先生も生徒と一緒に移動したが、6年生は卒業が近い為に移動はしなかった。[要出典]その後弱視学級が設立され、葛飾区立住吉小学校に続いて東京都で2番目の設立となった。現在も他区から通う生徒がいる。[要出典]ちなみに、1967年（昭和42年）には町名が「五反野南町」より「足立3丁目」に変更されたため、「五反野」という地名は学校名と駅名でしか残っていない。開校記念日は10月28日[1]
- 最近までは、サンプル校として校内での子供に対する実験が、数多く実施され試みていたが、全て原型のままで終わる。その事によって地域から批判も多く出ている。
- 2013年（平成25年）3月をもって閉校し、足立区立千寿第五小学校と合併し五反野小学校敷地内に足立区立足立小学校が開校。

## 沿革
- 1952年（昭和27年）3月1日 - 東京都足立区立五反野小学校開校
- 1960年（昭和35年）3月31日 - 体育館完成
- 1963年（昭和38年）12月25日 - プール完成
- 1968年（昭和43年）4月1日 - 弱視教室設置。（1学級）
- 1970年（昭和45年）4月1日 - 第1次鉄筋校舎完成（8教室・3準備室）
- 1971年（昭和46年）4月1日 - 第2次鉄筋校舎完成（8教室）
- 1973年（昭和48年）4月1日 - 第3次鉄筋校舎完成（4教室・図書室・家庭科室・調理室）
- 1974年（昭和49年）4月1日 - 第4次鉄筋校舎完成（校長室・職員室・事務室・保健室・放送室・用務主事室・2教室・4特別教室）
- 1977年（昭和52年）4月1日 - 全クラスにカラーテレビ設置終了。
- 1981年（昭和56年）10月1日 - 校庭にスプリンクラーが設置される。
- 1989年（平成元年）11月1日 - 耐震工事が行われる。
- 1999年（平成11年）10月29日 - 交通事故防止優良校として表彰される。
- 2004年（平成16年）4月1日 - 日本初のコミュニティ・スクールに指定される。
- 2013年（平成25年）3月25日 - 閉校式。

## 開かれた学校づくり協議会
「開かれた学校づくり協議会」は、開かれた学校づくりを推進するため、理事会を中心とした学校と家庭、地域が一体となって「すべては子供のため」を目標とし、教育効果の一層の向上を図ることを目的としている。

## 保護者の会（PTA）
本校では「PTA」の名称は「保護者の会」となっている。保護者の会の主な活動は一般のPTAと特に変わらない。

### 活動内容
- ベルマークの集計
- 町内パトロール（夏休み期間のみ）
- 給食試食会
- 運営議会

## コミュニティ・スクールについて
日本国の初めてのコミュニティ・スクールはこの五反野小学校である。五反野小学校は、地域・保護者・学校の三位一体で協力し、今のようなコミュニティ・スクールを築いた。TVにも取り上げられている。
そして、コミュニティ・スクールとなった五反野小学校を最初にまとめたのは、民間で元ベネッセコーポレーションの三原徹校長。（現在は東京女学館小学校に異動）この小学校に4年在籍した。その後新しい校長に引き継がれ、今もコミュニティ・スクールは受け継がれている。

## 校歌・校章

### 校歌
校歌は創立10周年にあたる1962年（昭和37年）に制作された。友達や先生と共に学び、遊び、そして希望にみちて未来に向かう姿が歌われている。

### 校章
五反野の校名にちなみ、「の」を中心に五つの「反」で囲み、桜の花びらで縁取りがしてある。（詳しくは五反野小ホームページを参照。）開校当時、図工専科であった小野寺玉峰先生がデザインした。

## 交通アクセス
- 東武鉄道五反野駅より徒歩3分
- 足立区コミュニティバスはるかぜ 五反野小学校前より徒歩1分